# Cuphea campylocentra
Cuphea campylocentra är en fackelblomsväxtart som beskrevs av August Heinrich Rudolf Grisebach. Cuphea campylocentra ingår i släktet blossblommor, och familjen fackelblomsväxter. Inga underarter finns listade i Catalogue of Life.